# Onthophagus tharalithae
Onthophagus tharalithae es una especie de insecto del género Onthophagus, familia Scarabaeidae, orden Coleoptera.
Fue descrita científicamente por Karimbumkara & Priyadarsanan en 2016.